# Plaudren
 Plaudren  (en bretón Plaodren) es una población y comuna francesa, situada en la región de Bretaña, departamento de Morbihan, en el distrito de Vannes y cantón de Grand-Champ.

## Demografía
| 1428 | 1315 | 1275 | 1423 | 1440 | 1448 |
| Para los censos de 1962 a 1999 la población legal corresponde a la población sin duplicidades (Fuente: INSEE [Consultar]) |      |      |      |      |      |